# Linee Canguro
La Linee Canguro S.p.A. è stata una compagnia di navigazione italiana, costituita nel giugno 1974 per fusione delle preesistenti Società Navi Traghetto e Traghetti Sardi, il cui inizio delle attività risaliva a 10 anni prima. Le società facevano capo principalmente al gruppo Bastogi e furono pioniere nel servizio di trasporto di passeggeri e veicoli da e per Sicilia e Sardegna.

## Storia

### Società Navi Traghetto e Traghetti Sardi (1964 - 1974)

La Canguro Bruno con la livrea della Traghetti Sardi.

La Società Navi Traghetto fu costituita a Roma il 23 aprile 1959. Con l'ingresso nel capitale del gruppo Bastogi e degli armatori Dani e Fassio, nel 1964 la compagnia ordinò alla Navalmeccanica di Castellammare di Stabia due motonavi traghetto gemelle di oltre 5 000 tonnellate di stazza lorda, capaci di trasportare oltre 700 passeggeri e 100 automezzi. La prima, battezzata Canguro Azzurro, entrò in servizio il 24 luglio 1965 tra Napoli e Palermo; la seconda, il Canguro Rosso, fu immessa a novembre 1965 sulle linee Genova - Cagliari e Genova - Olbia. 
Il 24 novembre 1964 fu costituita a Roma una nuova società, la Traghetti Sardi, al cui capitale (ricavato dalla liquidazione della Società Elettrica Sarda conseguente alla nazionalizzazione della produzione elettrica), partecipavano la I.N.A. del gruppo Bastogi, la Società Strade Ferrate Sarde e la regione Sardegna. La Traghetti Sardi ordinò altre tre unità gemelle, Canguro Verde, Canguro Bruno e Canguro Bianco, consegnate tra il 1967 ed il 1968. Le prime due unità furono destinate ai collegamenti con la Sardegna, liberando il Canguro Rosso per rinforzare i collegamenti con la Sicilia insieme al Canguro Azzurro. Il Canguro Bianco fu invece destinato all'apertura di una nuova linea Genova - Barcellona per la neocostituita Canguro Iberia, società partecipata dalla spagnola Ybarra - Bergie & C. che le affiancò in seguito la sua Canguro Cabo San Sebastian. 
Il servizio di trasporto congiunto di passeggeri e veicoli era per l'epoca innovativo in Italia, dove l'unica unità comparabile ai Canguri era l'Appia dell'Adriatica, e riscosse un immediato successo: nel primo anno di servizio il Canguro Azzurro trasportò oltre 46 000 passeggeri e 200 000 tonnellate di carico, mentre nel 1969 i noli riscossi dalle due compagnie ammontavano a 4,7 miliardi di Lire.
Il rapido affermarsi delle navi traghetto colse inizialmente impreparata la maggiore compagnia rivale, la statale Tirrenia di Navigazione, la cui flotta era costituita esclusivamente da navi passeggeri e merci di tipo tradizionale. Come prima reazione, tra il 1967 ed il 1968 la Tirrenia fece convertire in traghetti ro-ro le unità della Classe Regione, ma anche l'entrata in servizio di queste unità non fu sufficiente a soddisfare la crescita della domanda di trasporto di veicoli gommati. Per intercettare il crescente traffico merci, la Società Navi Traghetto e la Traghetti Sardi ordinarono quindi ai Cantieri Apuania di Marina di Carrara due nuove unità, Canguro Giallo e Canguro Grigio, dedicate quasi esclusivamente al trasporto di semirimorchi. Le due unità entrarono in servizio nel 1969 e 1970 e riscossero anch'esse un buon successo, tanto che fu ordinata ai Cantieri Apuania una seconda coppia di gemelle, Canguro Fulvo e Canguro Biondo.
Tuttavia, a partire dal 1970 l'inerzia tornò a spostarsi a favore della Tirrenia, che mise in servizio i sei moderni traghetti della Classe Poeta, caratterizzati da sistemazioni passeggeri più ricercate di quelle presenti sulle gemelle Canguro, e che poteva usufruire di sovvenzioni statali; forte era anche la concorrenza delle Ferrovie dello Stato, anch'esse sostenute da sovvenzioni statali. La Traghetti Sardi e la Società Navi traghetto iniziarono ad accusare difficoltà finanziarie e nel corso del 1973 tre delle quattro unità merci (Canguro Giallo, Canguro Grigio e Canguro Biondo) furono date in noleggio alla Tirrenia, che l'anno seguente ne acquistò due. 

### Linee Canguro S.p.A. (1974 - 1982)
Nel giugno 1974, per meglio fronteggiare le difficoltà economiche in cui versavano le due compagnie, fu deciso di fonderle in un'unica società, la Linee Canguro S.p.A., con sede a Genova. La neocostituita società era dotata di una flotta di sette navi traghetto (cinque passeggeri e due merci), impiegate sulle seguenti rotte: Genova - Barcellona - Palma di Maiorca (in collaborazione con la spagnola Ybarra), Genova - Cagliari, Genova - Porto Torres, Genova - Olbia - Arbatax, Genova - Livorno - Napoli - Catania, Livorno - Cagliari, Napoli - Cagliari e Napoli - Palermo. Quest'ultima rotta fu sospesa nel 1975, essendo venute meno le sovvenzioni versate dalla Regione Sicilia. 
La compagnia cercò degli sbocchi su altre destinazioni, aprendo nel novembre 1975 in collaborazione con Grimaldi un collegamento verso il Mar Rosso sul quale fu impiegato il Canguro Fulvo. La situazione sulle linee per la Sardegna rimase però difficile, soprattutto per via della concorrenza degli armatori statali, e nella stagione estiva 1976 la Canguro dovette noleggiare alla Tirrenia il Canguro Bianco e il Canguro Verde, mantenendo in servizio il Canguro Bruno sulla linea per Barcellona e Canguro Azzurro e Canguro Rosso sulla Genova - Porto Torres. Nel settembre 1977, sfruttando una clausola del contratto di noleggio delle due unità passeggeri, la Tirrenia noleggiò anche il Canguro Fulvo, che dovette essere quindi distolto dalla linea per il Mar Rosso. In sua sostituzione furono utilizzati il Canguro Azzurro e il Canguro Rosso, che si dimostrarono però inadatti al servizio prevalentemente merci della linea e in breve posti in disarmo, venendo in seguito ceduti alla Tra.ma.Co. di Genova. Nel 1978 anche il Canguro Bruno fu tolto dai servizi per la Sardegna, venendo noleggiato alla Trasmediterranea per essere impiegato nei collegamenti con le Baleari.
Nel 1979 Canguro Bianco e Canguro Verde, sottoposte a lavori di ristrutturazioni degli alloggi passeggeri dopo essere state restituite dalla Tirrenia, rientrarono in servizio sui collegamenti per la Sardegna, mentre il Canguro Bruno fu spostato in Adriatico, entrando in servizio tra Ancona e Patrasso. Nel 1980 fu aperta brevemente anche una linea Imperia - Porto Torres, presto chiusa per via dell'inadeguatezza delle infrastrutture dell'approdo ligure. A fine 1980 la situazione economica della compagnia si aggravò al punto che le navi dovettero essere messe in disarmo nei primi mesi dell'anno seguente. Le due unità della consociata spagnola, Canguro Cabo San Sebastian e Canguro Cabo San Jorge, furono vendute, lasciando il solo Canguro Bruno sulla linea per Barcellona. Il Canguro Bianco fu invece noleggiato all'Adriatica di Navigazione, dalla quale fu acquistato l'anno seguente.
La stagione estiva 1981 fu l'ultima a vedere servizi di linea verso Sardegna e Barcellona, effettuati dai superstiti Canguro Bruno e Canguro Verde; quest'ultima unità fu venduta ad una società saudita al termine della stagione. Nel 1982 il Canguro Bruno si limitò a effettuare delle mini-crociere tra Genova e Barcellona, ma nell'agosto dello stesso anno la società entrò in concordato preventivo; il servizio Genova - Barcellona fu sospeso dal 13 ottobre e anche le ultime unità rimaste di proprietà furono cedute ad altri armatori.

## Flotta
| Nome            | Tipo                       | Costruzione | Cantiere                               | Stazza lorda (tsl) | Passeggeri | Capacità di carico               | Velocità | Anni di servizio | Note                                                                                  |
| --------------- | -------------------------- | ----------- | -------------------------------------- | ------------------ | ---------- | -------------------------------- | -------- | ---------------- | ------------------------------------------------------------------------------------- |
| Canguro Azzurro | Traghetti ro-ro passeggeri | 1965        | Navalmeccanica Castellammare di Stabia | 5 299              | 798        | 104 automobili e 41 semirimorchi |          | 1965 - 1977      | Costruite per la Società Navi Traghetto vendute alla Tra.Ma.Co nel 1977               |
| Canguro Rosso   | Traghetti ro-ro passeggeri | 1965        | Navalmeccanica Castellammare di Stabia | 5 299              | 798        | 104 automobili e 41 semirimorchi |          | 1965 - 1977      | Costruite per la Società Navi Traghetto vendute alla Tra.Ma.Co nel 1977               |
| Canguro Verde   | Traghetti ro-ro passeggeri | 1967        | Navalmeccanica Castellammare di Stabia | 5 223              | 700        | 104 automobili e 41 semirimorchi | 21       | 1967 - 1981      | Costruita per la Traghetti Sardi venduta alla Fayez Shipping & Trading nel 1981       |
| Canguro Bianco  | Traghetti ro-ro passeggeri | 1968        | Navalmeccanica Castellammare di Stabia | 5 223              | 700        | 104 automobili e 41 semirimorchi | 21       | 1968 - 1982      | Costruita per la Traghetti Sardi venduta all'Adriatica di Navigazione nel 1982        |
| Canguro Bruno   | Traghetti ro-ro passeggeri | 1968        | Navalmeccanica Castellammare di Stabia | 5 223              | 700        | 104 automobili e 41 semirimorchi | 21       | 1968 - 1982      | Costruita per la Traghetti Sardi venduta alla Fayez Shipping & Trading nel 1982       |
| Canguro Grigio  | Traghetti ro-ro merci      | 1969        | Cantieri Apuania, Marina di Carrara    | 4 758              | 36         | 73 semirimorchi                  | 18,8     | 1969 - 1978      | Costruita per la Traghetti Sardi Venduta alla Cargo Ferries nel 1978                  |
| Canguro Giallo  | Traghetti ro-ro merci      | 1970        | Cantieri Apuania, Marina di Carrara    | 4 736              | 36         | 73 semirimorchi                  | 18,8     | 1970 - 1974      | Costruita per la Società Navi Traghetto Venduta alla Tirrenia di Navigazione nel 1974 |
| Canguro Biondo  | Traghetti ro-ro merci      | 1971        | Cantieri Apuania, Marina di Carrara    | 4 738              | 36         | 73 semirimorchi                  | 18,8     | 1971 - 1974      | Costruita per la Traghetti Sardi Venduta alla Tirrenia nel 1974                       |
| Canguro Fulvo   | Traghetti ro-ro merci      | 1972        | Cantieri Apuania, Marina di Carrara    | 4 369              | 36         | 73 semirimorchi                  | 18,8     | 1972 - 1978      | Venduta alla Tirrenia nel 1978                                                        |